# Macrobracon gravidus
Macrobracon gravidus är en stekelart som först beskrevs av Smith 1865.  Macrobracon gravidus ingår i släktet Macrobracon och familjen bracksteklar. Inga underarter finns listade i Catalogue of Life.